# Ningpo–Tajcsou–Vencsou-vasútvonal
A Ningpo–Tajcsou–Vencsou-vasútvonal (egyszerűsített kínai írással: 甬台温铁路; tradicionális kínai írással: 甬台溫鐵路; pinjin: Yǒngtáiwēn Tiělù) egy 282,4 km hosszú, kétvágányú, 25 kV 50 Hz-cel villamosított nagysebességű vasútvonal Kínában, Ningpo és Vencsou között. Az építkezés 2005 októberében kezdődött, a forgalom 2009 szeptember 28-án indult meg. A személyszállító vonatok legnagyobb sebessége 250 km/h, a legrövidebb eljutási idő a két város között 1 óra 12 perc. A vonal érinti Fenghua, Ninghaj, Szanmen, Linhaj, Tajcsou, Huangjen, Lucsiao, Venling, Jüecsing, Jungcsia és Ouhaj városokat. Ningponál csatlakozik a Hangcsou–Ningpo nagysebességű vasútvonalhoz, Vencsounál pedig a Vencsou–Fucsou-vasútvonalhoz. A vonal része az 1745 km hosszú Hangcsou–Fucsou–Sencsen nagysebességű vasútvonalnak.
2011 június 23-án Vencsou közelében halálos vonatbaleset történt. Egy villámcsapás miatt megállt egy vonat a nyílt pályán, majd egy másik ezután hátulról belerohant és kisiklott. A baleset egy hídon történt, több vagon lezuhant a vágányokról. A balesetben 35 ember halt meg, a sebesültek száma 211.